# عبد الجواد القنائي
عبد الجواد القنائي هو عبد الجواد بن شعيب بن أحمد بن عباد بن شعيب القنائي، الأصل الحوانكي، المولد والمنشأ مصري الشافعي الأنصاري القاضي الوفائي، من علماء مصر وأدبائها، صوفي المشرب، إذا حدث أعجب وأبدع وأغرب، وكان كثير الحفظ للأشعار ونوادر الأخبار، ذا نظر في العلم دقيق و حذق، أخذ عن النور الزيادي ومن طبقته وعنه أخذ جماعة وله مؤلفات كثيرة منها: 
- القهوة المدارة في تقسيم الاستعارة
- النسيم العاطر في تقسيم الخاطر
- العظة الوفية في يقظة الصوفية
- كشف الريب عن ماء الغيب
- نظم الورقات

قدم مكة حاجاً وجاور بها سنة 1063هـ ، وأخذ عنه بها كثير من فضلائها ورجع إلى بلده واستمر بها إلى أن توفى وكانت وفاته في سنة 1073 هـ.